# ウィレム・コルネリスゾーン・ダイスター
ウィレム・コルネリスゾーン・ダイスター（Willem Cornelisz. Duyster、姓は Duijsterとも、1599年8月30日〈洗礼日〉-　1635年1月31日〈葬礼日〉）はオランダ黄金時代の画家の一人である。アムステルダムで働き、民兵団の兵士などの生活を題材にした風俗画や肖像画を描いた。

## 略歴
アムステルダムで床屋や大工をしたコルネリス・ディルクスゾーン(Cornelis Dircksz.)の息子に生まれた。姓のダイスターはアムステルダムの住家に付けられた通称の「De Duystere Werelt」から取って、名乗るようになった。同時代の画家ピーテル・コッデ(Pieter Codde: 1599–1678)から絵を学んだとされる。1631年に画家のシモン・キック(Simon Kick: 1603-1652)の姉妹と結婚し、キックもダイスターの姉妹と結婚した。静物画家のコルネリス・キック(1631-1681)は甥にあたる。
ウィレム・バイテウェッヘ（Willem Pieterszoon Buytewech: 1591/1592-1624)やディルク・ハルス(Dirck Hals: 1591-1656)、ピーテル・コッデ、シモン・キックといった画家たちと同じようなスタイルの風俗画や肖像画を描き、民兵団の兵士などの生活を題材にした。
1635年にペストのために死亡した。35歳であった。

## 作品

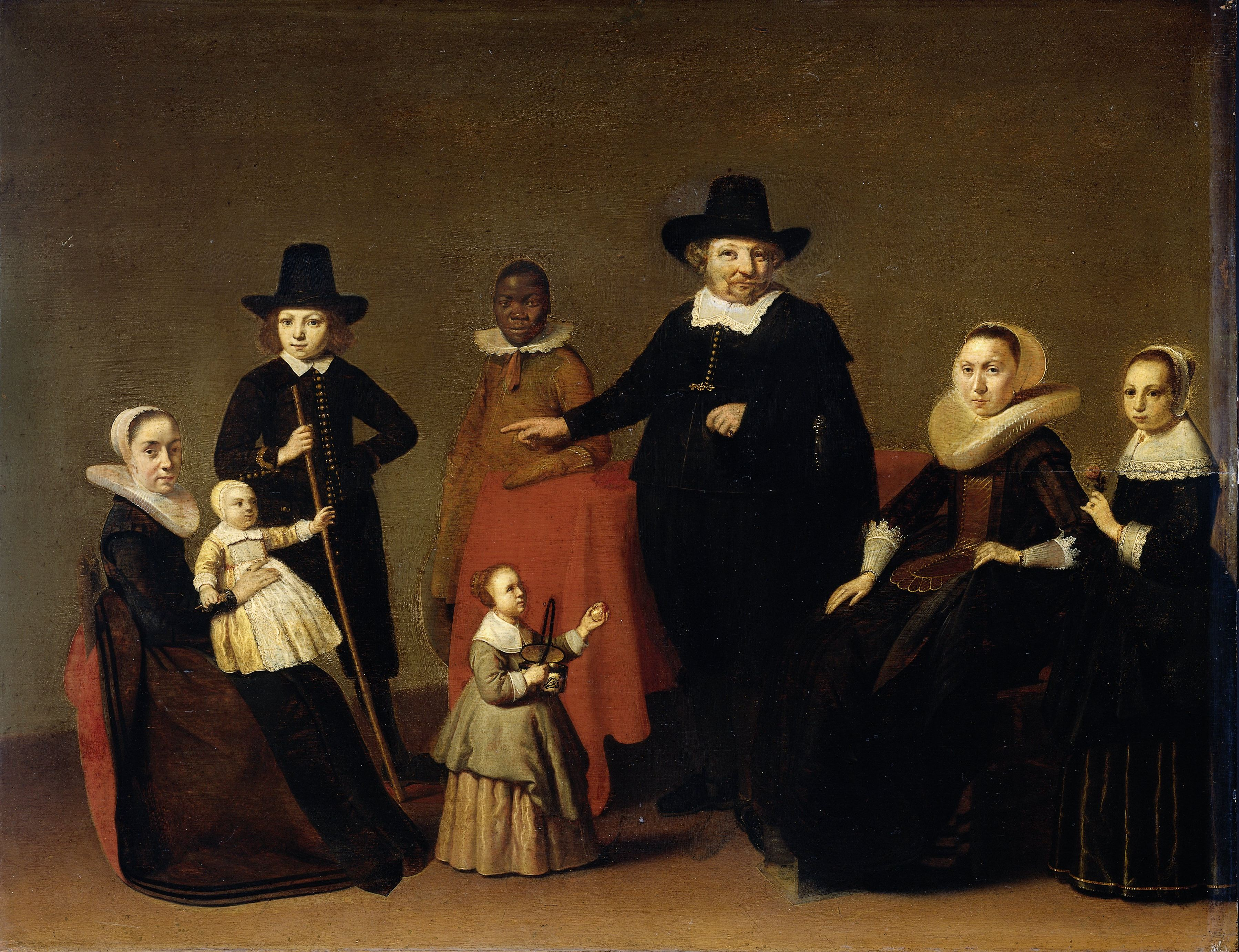
黒人のいる家族の肖像画(1631/1633) アムステルダム国立美術館 蔵
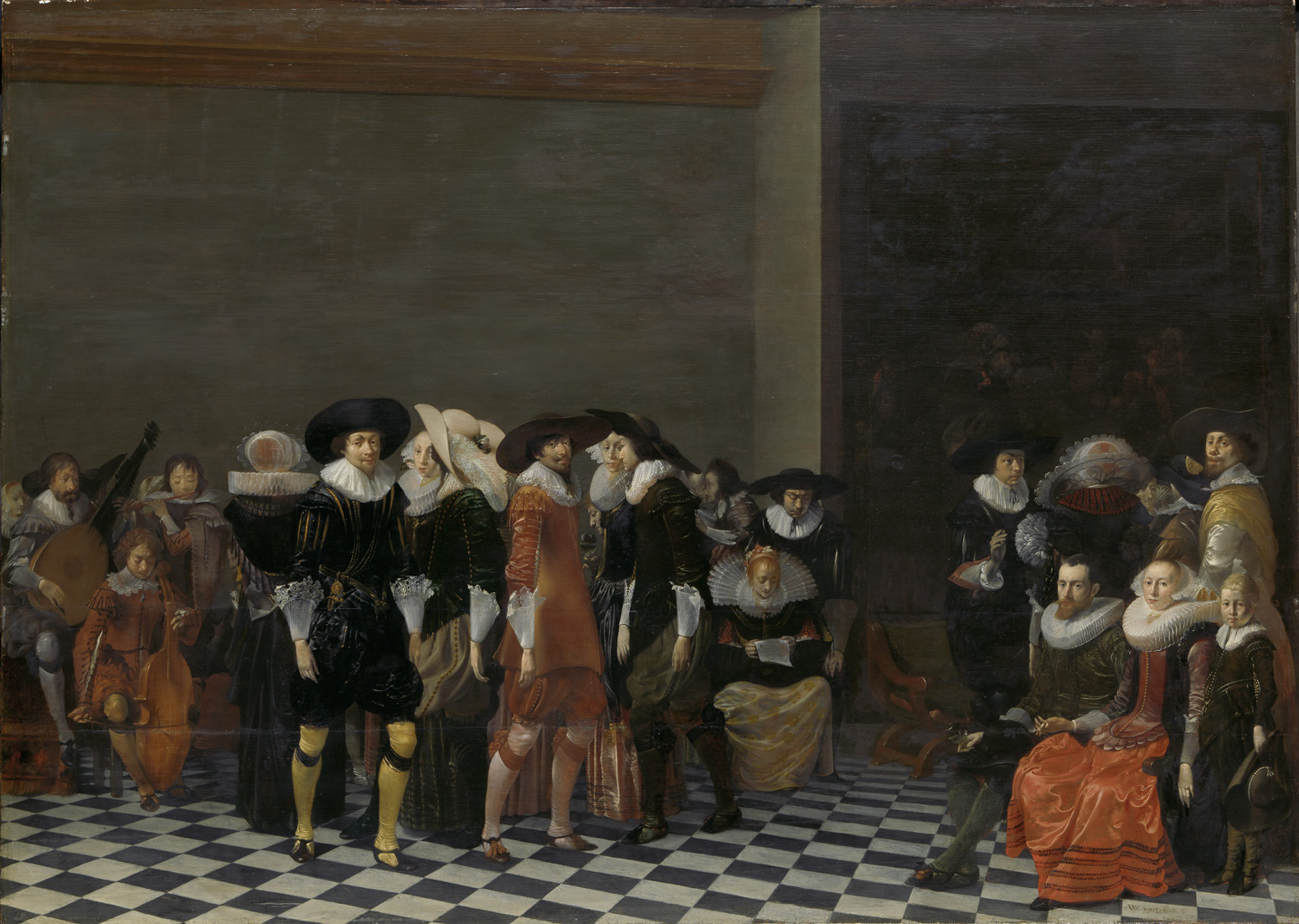
結婚式のパーティー(1625) Amsterdam Museum 蔵
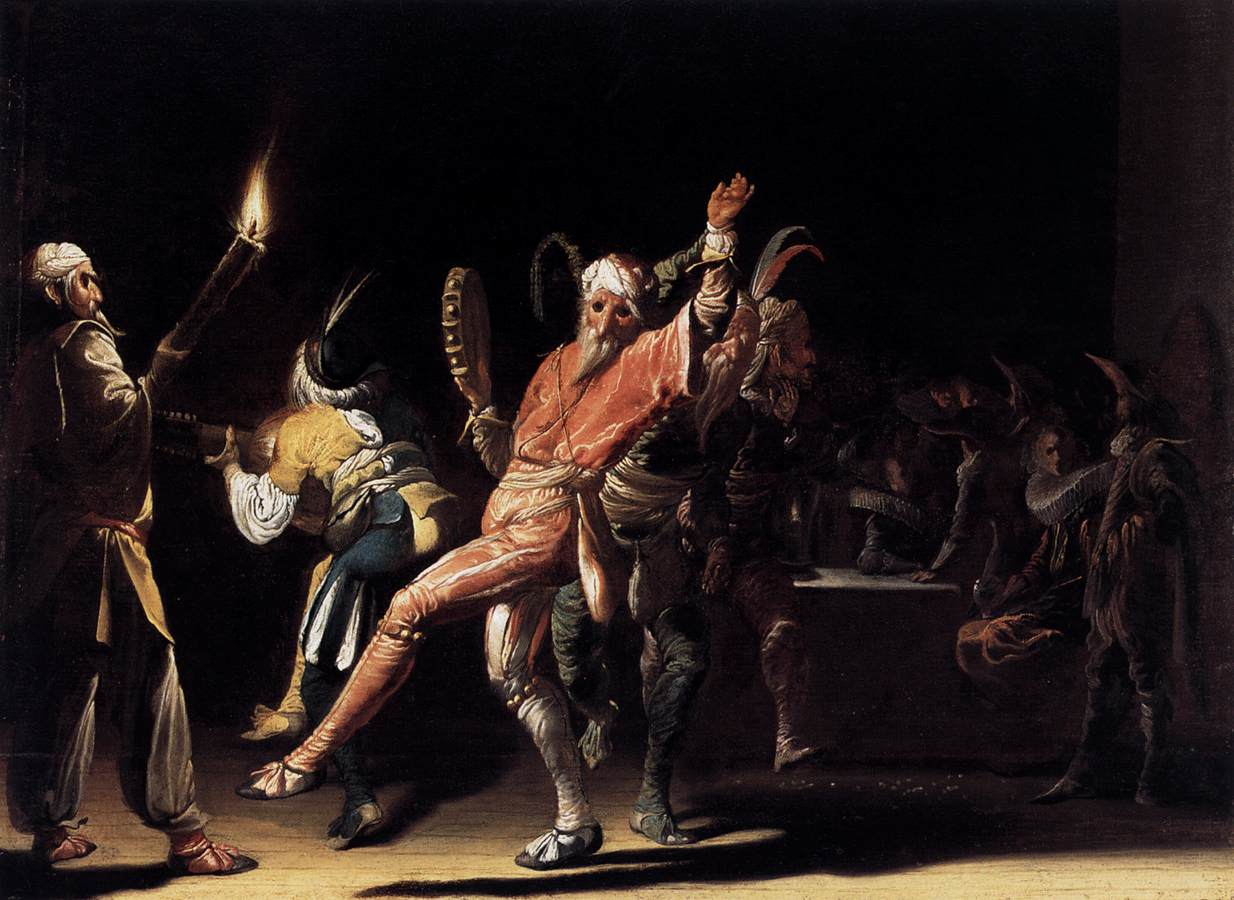
カーニバルの道化(c.1620) 絵画館 (ベルリン) 蔵

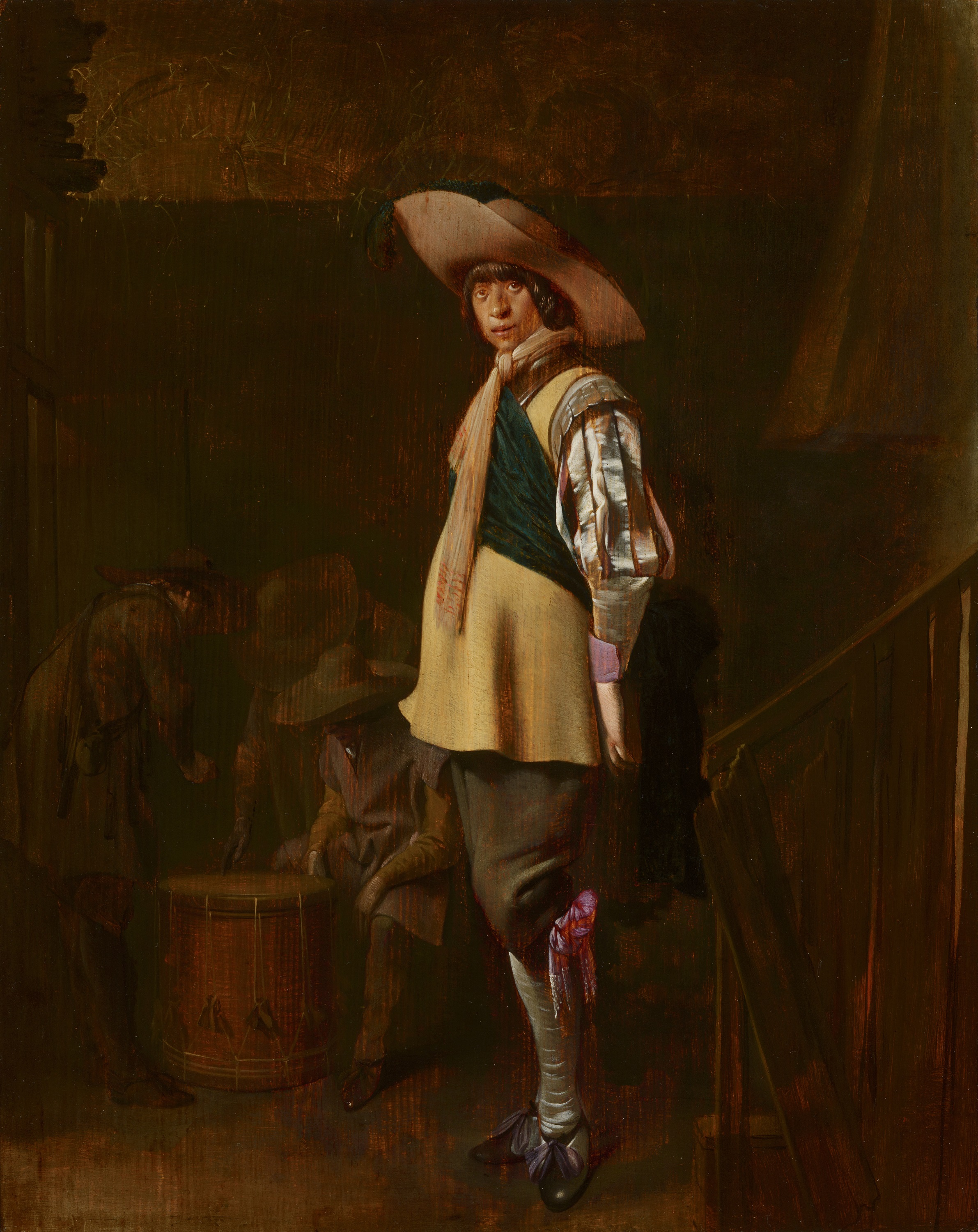
民兵の将校(1625/1635) マウリッツハイス美術館 蔵
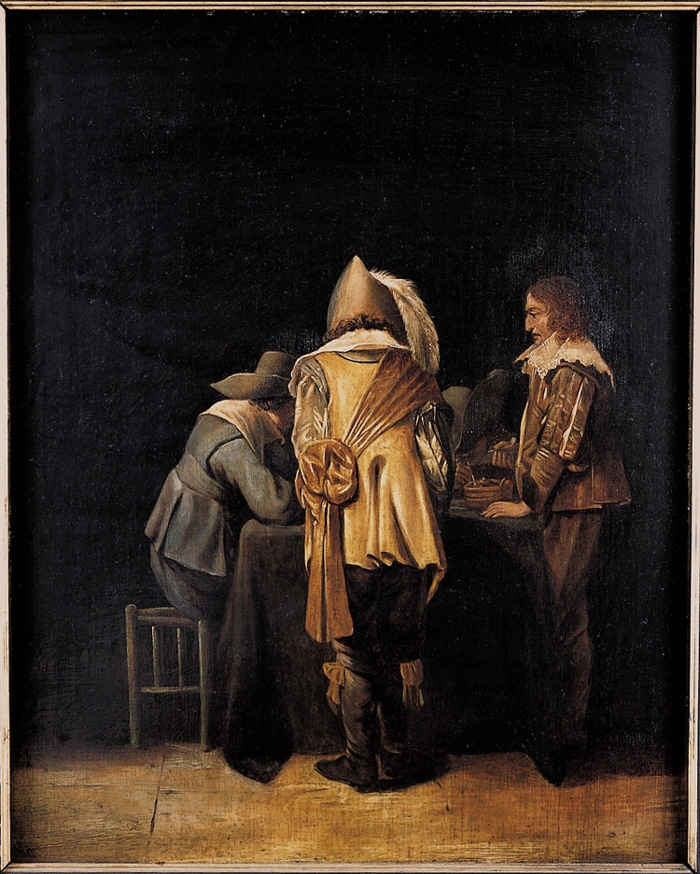
Tric-Tracで遊ぶ将校たち Hallwyl Museum 蔵
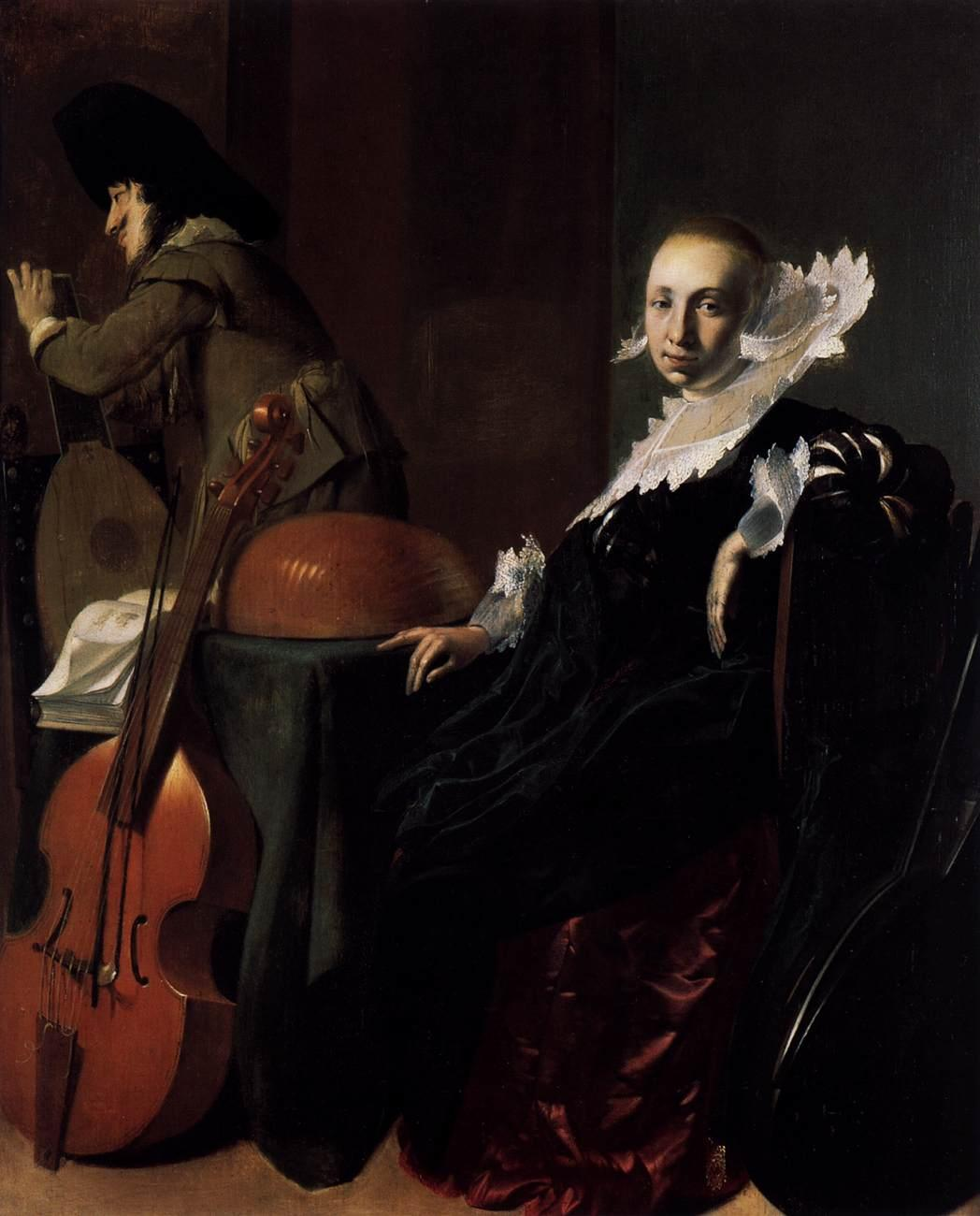
楽師の夫婦 絵画館 (ベルリン) 蔵
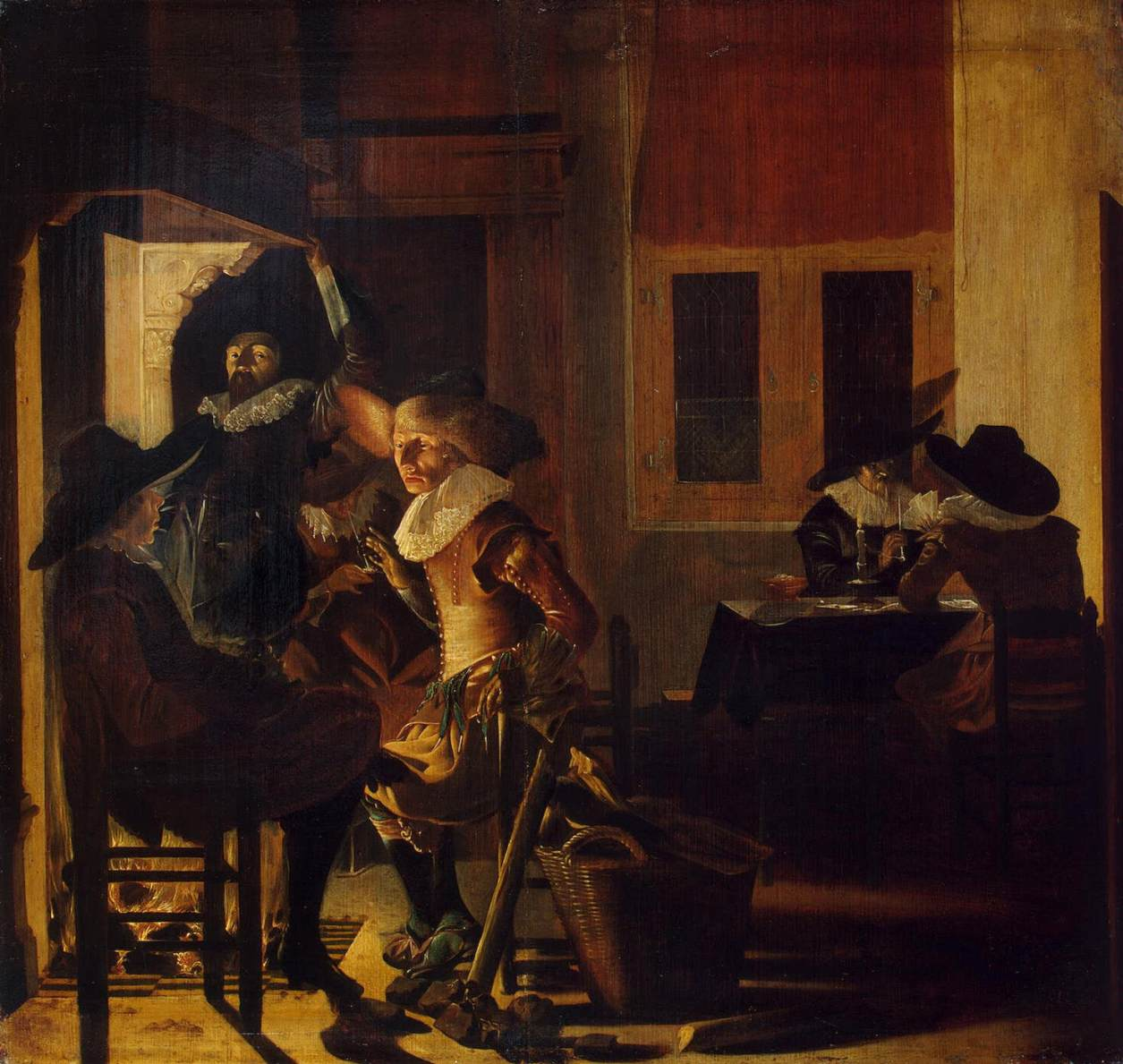
暖炉の側の兵士たち(c.1633) フィラデルフィア美術館 蔵